# Piper oroense
Piper oroense är en pepparväxtart som beskrevs av Truman George Yuncker. Piper oroense ingår i släktet Piper och familjen pepparväxter. Inga underarter finns listade i Catalogue of Life.